# ریکاردو آدالفو د لا گواردیا آرانگو
ریکاردو آدالفو د لا گواردیا آرانگو (انگلیسی: Ricardo Adolfo de la Guardia Arango; زاده ۱۴ مارس ۱۸۹۹ – درگذشته ۲۹ دسامبر ۱۹۶۹) سیاستمدار اهل پاناما بود. وی از ۹ اکتبر ۱۹۴۱ تا ۱۵ ژوئن ۱۹۴۵ رئیس‌جمهور پاناما بود.
ریکاردو آدالفو د لا گواردیا آرانگو در ۲۹ دسامبر ۱۹۶۹، در سن ۷۰ سالگی درگذشت.